# 保罗·米拉诺利
保罗·米拉诺利（義大利語：Paolo Milanoli，1969年12月7日—），意大利男子击剑运动员。他曾获得2000年夏季奥运会男子重剑团体金牌。他也获得2001年世界击剑锦标赛男子重剑个人冠军。